# مستقبل أدينوزين A1
مستقبلاتُ الأدينوسينِ A1 هي إحدى مجموعةِ مُستقبِلاتِ الأدينوزين ضمنَ المستقبلاتِ المقترنةِ بالبروتينِ ج مع الأدينوزينِ، وهي متورطةُ في تعزيزِ النومِ عن طريقِ تثبيطِ تعزيزِ اليقظةِ للخليةِ العصبيةِ الكولينيةِ في الدماغِ الأمامي القاعدي. كما أنها موجودة - كذلكَ - في العضلاتِ المساءِ في نظامِ الأوعيةِ الدمويةِ. مستقبلاتُ ال A1 موجودةٌ في كلِ مكانٍ في كافةِ أجزاءِ الجسمِ.

## آلية العمل
هذا المستقبلُ له وظيفةٌ مثبطةٌ على معظمِ الأنسجةِ التي يقعُ فيها، فهو يبطئ نشاطَ التمثيلِ الغذائيِ في الدماغِ من خلالِ مجموعةٍ من الإجراءاتِ. كما أنه يقللُ من إطلاقِ الحويصلةِ المشبكيةِ في المشبكِ العصبيِّ الكيميائيِّ.

## تفاعلات

### تفاعل مع الكافيين
يعمل الكافيين محاصرا لمستقبلات الأدينوزين الأربعة وبالأخص: A1 و A2A؛ مما يؤدي إلى تأثيرات ثانوية على العديد من الناقلات العصبية -مثل الدوبامين الذي يحاصره الأدينوزين- مما يزيد من حساسية الدوبامين.مما يفسر قدرة الكافيين على إحداث اعتماداً عليه.

## إرسال الأشارات
تنشيط مستقبل الأدينوزين A1 بواسطة ناهض له يسبب ارتباط بروتين Gi1/2/3 أو البروتين Go. يؤدي ارتباط بروتين Gi1/2/3 إلى تثبيط إنزيم محلقة الأدينيلات، وبالتالي انخفاض في تركيز ال cAMP. الزيادة في الإينوزيتول ثلاثي الفوسفات / ثنائي الغليسريد ناتجة عن نشاط فسفوليباز C، في حين أن المستويات المرتفعة من حمض الأراكيدونيك توسط بواسطة دياسيل جلسرين ليباز الذي يشق دياسيل جلسرين لتكوين حمض الأراكيدونيك. يتم تنشيط أنواع متعددة من قنوات البوتاسيوم، لكن قنوات الكالسيوم من النوع N، و P، و Q يتم تثبيطها.

## التأثير على القلب
يلعب A1 مع مستقبلات A2A للأدينوزين الداخلي دورًا في تنظيم استهلاك الأكسجين في عضلة القلب وتدفق الدم التاجي.تحفيز مستقبل A1 له تأثير مثبط لعضلة القلب عن طريق تقليل توصيل النبضات الكهربائية وقمع وظيفة خلية منظم ضربات القلب، مما يؤدي إلى انخفاض معدل ضربات القلب.هذا يجعل الأدينوزين دواءً مفيدًا لعلاج وتشخيص تسرع ضربات القلب أو تسارع ضربات القلب بشكل مفرط.يفسر هذا التأثير على مستقبلات A1 أيضًا سبب وجود لحظة قصيرة من توقف القلب عند إعطاء الأدينوزين كدفعة وريدية سريعة أثناء إنعاش القلب.في الحالات الفسيولوجية العادية، يعمل هذا كآلية وقائية ومع ذلك، في حالة تغير وظائف القلب، مثل نقص تدفق الدم الناجم عن انخفاض ضغط الدم أو النوبة القلبية أو السكتة القلبية الناجمة عن بطء القلب غير المسبّب للالتهاب، للأدينوزين تأثير سلبي على الأداء الفسيولوجي عن طريق منع الزيادات التعويضية الضرورية في معدل ضربات القلب وضغط الدم التي تحاول الحفاظ على التروية الدماغية.

## استتباب العظام
تلعب مستقبلات الأدينوزين دورًا رئيسيًا في استتباب العظام. لقد ثبت أن مستقبل A1 يحفز تمييز ناقضة العظم ووظيفتها. لقد وجدت الدراسات أن حصار مستقبلات A1 يثبط وظيفة ناقضة العظم، مما يؤدي إلى زيادة كثافة العظام.

## ربائط
يُعادي الكافيين، وكذلك التيوفيلين كلاً من مستقبلي الأدينوزين A1، و A2A

### الناهضات
- N6-Cyclopentyladenosine

N6-3-methoxyl-4-hydroxybenzyl adenine riboside (B2)
Adenosine
CCPA
- تيكادينوزون،وهو ناهض فعال لهذا المستقبل مثل سيلودينزون
- ناهضات البنزوديازيبينات والباربيتورات
- 2'-MeCCPA
- GR 79236
- SDZ WAG 994

### المناهضات
مناهضات غير إنتقائية
- الكافيين
- الثيوفيلين
- CGS-15943

مناهضات إنتقائية
- 8-Cyclopentyl-1،3- dimethylxanthine (CPX)
- 8-Cyclopentyl-1،3-dipropylxanthine (DPCPX)
- (KW-3902)رولوفيلين

## مناهضات وطب حديثي الولادة
تستخدم مضادات الأدينوزين على نطاق واسع في طب حديثي الولادة.
يعتبر الثيوفيلين والكافيين من مضادات الأدينوزين غير الانتقائية التي تستخدم لتحفيز التنفس عند الأطفال الخدج.

## وصلات خارجية
- Adenosine+A1+Receptor في المكتبة الوطنية الأمريكية للطب نظام فهرسة المواضيع الطبية (MeSH).

- تفاصيل أكثر عن ADORA1 على موقع متصفح جينوم جامعة كاليفورنيا سانتا كروز [الإنجليزية].